# Епархия Монтобана

Карта епархии Монтобана

Епархия Монтобана (лат. Dioecesis Montis Albani) — епархия Римско-Католической церкви с центром в городе Монтобан, Франция. Епархия Монтобана входит в митрополию Тулузы. Кафедральным собором епархии Монтобана является церковь Успения Пресвятой Девы Марии.

## История
11 июля 1317 года Римский папа Иоанн XXII издал буллу Salvator noster, которой учредил епархию Монтобана, выделив её из епархии Тулузы (сегодня — Архиепархия Тулузы) и епархии Каора.
Во второй половине XVI века Монтобан, несмотря на активное сопротивление местных католических епископов, перешёл в руки кальвинистов. В 1561 году в Монтобане были запрещены католические богослужения и началось уничтожение католических церквей. В 1567 году был разрушен собор Монтобана. В результате действий кальвинистов Монтобан стал одним из четырёх главных центров французского кальвинизма. В 1600 году светскими властями было разрешено ограниченное проведение католических богослужений. В 1629 году католики восстановили свой контроль над Монтобаном.
29 ноября 1801 года после конкордата с Францией Римский папа Пий VII издал буллу Qui Christi Domini, которой упразднил епархию Монтобана, а её территория была передана архиепархии Тулузы, епархиям Каора и Ажена. 17 февраля 1808 года Римский папа Пий VII выпустил буллу Supremo pastorali munere, которой восстановил епархию Монтобана. Однако юридически епархия не была утверждена французскими властями, поэтому на кафедру епархии до 1822 года не назнаяался епископ. 6 октября 1822 года Римский папа Пий VII выпустил ещё одну буллу Paternae charitatis, которой назначил епископа Монтобана.

## Ординарии епархии
| - епископ Бертран I дю Пюи (5.08.1317 — 1317); - епископ Гильом де Кардайяк (12.11.1317 — 1355); - епископ Жак I де До (10.06.1355 — 21.08.1357) — назначен епископом Гапа; - епископ Бертран II де Кардайяк (21.08.1357 — 1361); - епископ Арно Бернар дю Пуже (16.06.1361 — 1368) — апостольский администратор; - епископ Пьер I де Шале (18.10.1368 — 22.11.1379); - епископ Бертран III Робер де Сен-Жаль (14.01.1380 — 5.09.1403); - епископ Жеро дю Пюи (27.09.1403 — 17.12.1404) — назначен епископом Сен-Флура; - епископ Раймон де Бар (17.12.1404 — 26.03.1424); - епископ Жерар де Феди (5.06.1424 — 10.09.1425); - епископ Пьер II де Котиньи (28.09.1425 — 24.10.1427) — назначен епископом Кастра; - епископ Бернар де ла Рош Фонтений (24.10.1427 — сентябрь 1445); - епископ Эмери де Рокморель (7.01.1446 — 16.10.1449); - епископ Бернар III де Рузерг (9.01.1450 — 3.01.1452) — назначен архиепископом Тулузы; - епископ Гильом II д'Этамп (3.01.1452 — 18.03.1454) — назначен епископом Кондома; - епископ Жан I де Батю де Монрозье (29.03.1454 — 1470); - епископ Жан II де Монталамбер (5.07.1471- 29.12.1483); - епископ Жорж Амбуаз (17.12.1484 — 2.12.1491) — назначен архиепископом Нарбонны; - епископ Жан III д'Орьоль (2.12.1491 — 1516); - епископ Жан IV де Пре-Монпеза (31.05.1516 — 1537); - епископ Жан V де Лет-Монпеза (20.11.1537 — 1556); - епископ Жак II де Пре-Монпеза (12.06.1556 — 25.01.1589); - епископ Анн Карьон де Мюрвьель (15.11.1600 — 8.09.1652); | - епископ Пьер III де Бертье (8.09.1652 — 28.06.1674); - епископ Жан-Батист-Мишель Кольбер (15.07.1675 — 12.10.1693) — назначен архиепископом Тулузы; - епископ Анри де Несмон (15.10.1692 — 12.11.1703) — назначен архиепископом Альби; - епископ Франсуа Жозеф Анри де Неттанкур-Вобекур д'Оссонвиль (11.02.1704 — 14.11.1729); - епископ Мишель де Вертамон де Шаваньяк (28.11.1729 — 25.09.1762); - епископ Франсуа Виктор Ле Тоннелье де Бретёйль (24.01.1763 — 14.08.1794); - Sede vacante (1794—1801); - Sede soppressa (1801—1808); - Sede vacante (1808—1822); - епископ Жан-Луи Лефевр де Шеверю (13.01.1823 — 30.07.1826) — назначен архиепископом Бордо; - епископ Луи-Гийом-Валентен Дюбур, P.S.S. (13.08.1826 — 03.02.1833) — назначен архиепископом Безансона - епископ Жан-Арман Шодрю де Трелиссак (26.05.1833 — 18.12.1843); - епископ Жан-Мари Доне (11.11.1843 — 21.01.1871); - епископ Теодор Леген (14.04.1871 — 21.04.1881); - епископ Адольф-Жозюэ-Фредерик Фьяр (1.09.1881 — 10.01.1908); - епископ Пьер-Эжен-Александр Марти (10.01.1908 — 3.02.1929); - епископ Клеман-Эмиль Рок (15.04.1929 — 24.12.1934) — назначен архиепископом Экс-ан-Прованса; - епископ Эли-Антуан Дюран (29.05.1935 — 5.11.1939); - епископ Пьер-Мари Теа (26.07.1940 — 17.02.1947) — назначен епископом Турб-э-Лурда; - епископ Луи-Мари-Жозеф де Курреж д'Юсту (8.09.1947 — 2.09.1970); - епископ Роже Жозеф Тор (2.09.1970 — 16.01.1975); - епископ Жак Мари Себастьен де Сен-Банка (5.08.1975 — 18.11.1995); - епископ Бернар Уссе (17.05.1996 — 28.11.2006) — назначен епископом Ла-Рошеля; - епископ Бернар Жину (11.05.2007 — по настоящее время). |

## Источник
- Annuario Pontificio, Libreria Editrice Vaticana, Città del Vaticano, 2003, ISBN 88-209-7422-3
- Pius Bonifacius Gams, Series episcoporum Ecclesiae Catholicae, Leipzig 1931, стр. 578—579  (лат.)
- Konrad Eubel, Hierarchia Catholica Medii Aevi, vol. 1 Архивная копия от 9 июля 2019 на Wayback Machine, стр. 347; vol. 2 Архивная копия от 4 октября 2018 на Wayback Machine, стр. 195; vol. 3 Архивная копия от 21 марта 2019 на Wayback Machine, стр. 248; vol. 4 Архивная копия от 4 октября 2018 на Wayback Machine, стр. 246; vol. 5, p. 273; vol. 6, стр. 294  (лат.)
- Булла Salvator noster, Bullarum diplomatum et privilegiorum sanctorum Romanorum pontificum Taurinensis editio, Vol. IV, стр. 245—247  (лат.)
- Булла Qui Christi Domini, Bullarii romani continuatio, Tomo XI, Romae 1845, стр. 245—249  (лат.)
- Булла Supremo pastorali munere, Bullarii romani continuatio, Tomo XIII, Romae 1847, стр. 253—257  (лат.)
- Булла Paternae charitatis, Bullarii romani continuatio, Tomo XV, Romae 1853, стр. 577—585  (лат.)